# Colt Model 1905 Marine Corps
Colt Model 1905 Marine Corps револьвер .38 калібру, який випускали для корпусу морської піхоти США у період з 1905 по 1909 роки. Він є варіантом револьвера Colt M1892 з заокругленим руків'ям. Відомо що за військовим контрактом було випущено невелику партію (менше ніж 850). На цих револьверах є маркування USMC та серійні номери від 001 до, принаймні, 812. Наступні 926 копій були випущені з 1905 по 1909 роки для комерційного (цивільного) ринку, і ці револьвери мали вже серійні номери з 10001 по 10926.